# Iglesia de Santiago (Cádiz)
La iglesia de Santiago de Cádiz (Andalucía, España), es un templo católico de 1635 de estilo manierista. Se encuentra situada en la plaza de la Catedral y fue la sede de un colegio de la Compañía de Jesús en esta ciudad, del que hoy solo queda el templo.

## Historia
La iglesia se construyó hacia 1563, trazada por Alonso Romero y pertenecía al colegio de Jesuitas.
En el lugar exístía una ermita de finales del medievo, en la que se había establecido en 1564, Compañía de Jesús en Cádiz. Tras del asalto y saqueo sufrido por la ciudad en 1596 por las tropas anglo-holandesas al mando del conde de Essex, el colegio quedó en tan mal estado que hubo de reedificarse el primitivo templo, iniciado ahora en el estilo manierista de Vignola para el Gesú de Roma y seguido luego en los planteamientos generales de la gran mayoría de las iglesias jesuíticas.

## Descripción

### Exterior

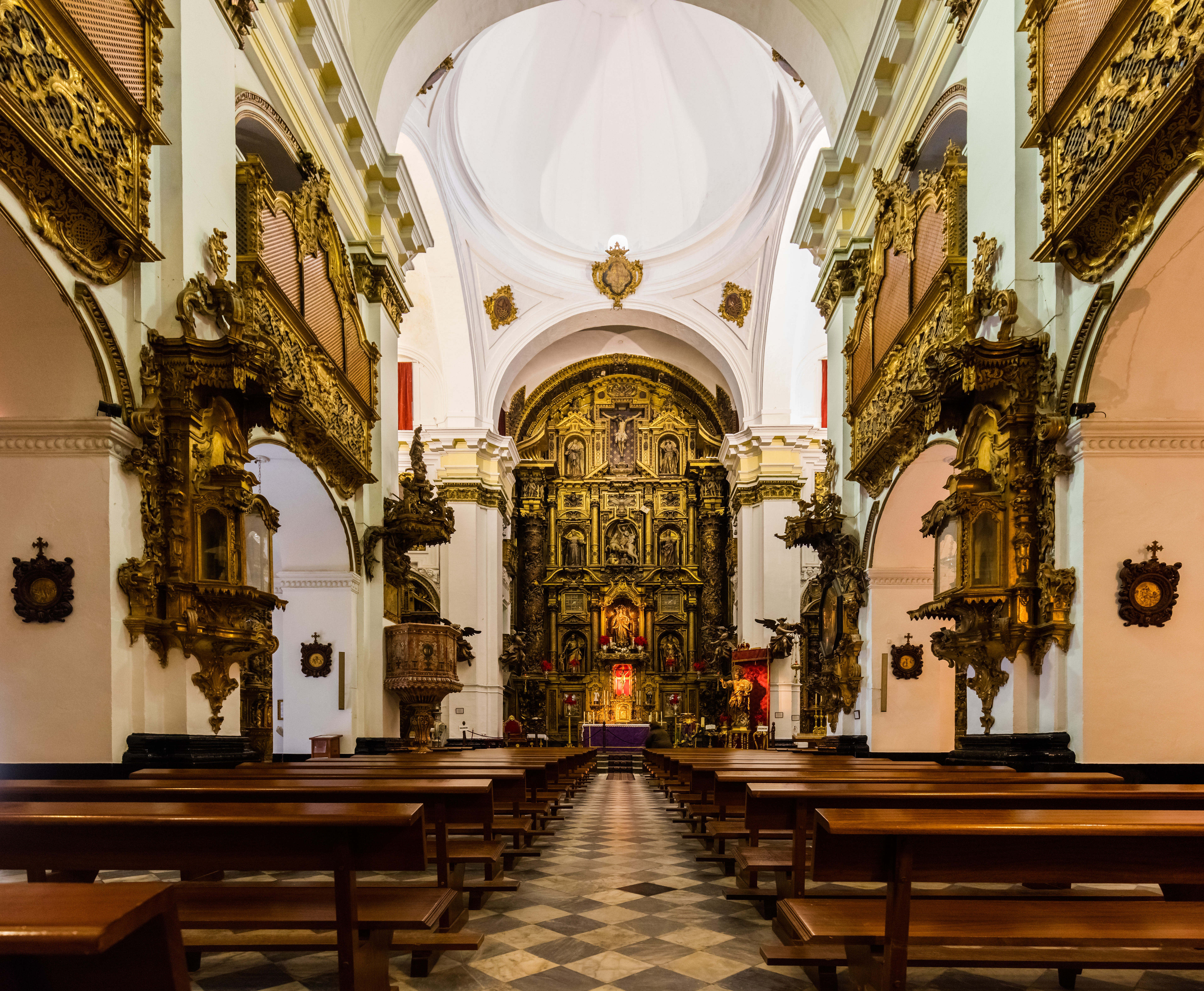
Interior.

La fachada principal se encuentra situada a los pies del templo, hacia la plaza de la Catedral, y se presenta organizada mediante 14 pilastras pareadas de estilo jónico realizadas con la habitual piedra ostionera, característica de las construcciones de la ciudad de Cádiz. 
La iglesia cuenta con dos portadas realizadas en mármol de estilo manierista, una en su fachada a la plaza, que fue traída de Génova y que se encuentra inscrita en un gran arco de medio punto y la otra a la calle de Santiago que data de mediados del siglo XVII. En la confluencia de las dos fachadas se levanta una torre, realizada en dos cuerpos, el primero se levantó de forma simultánea a la construcción del templo y continúa la articulación con pilastras de toda la fachada principal, mientras que el segundo de planta octogonal y se encuentra acabado en una singular cúpula con remate bulboso, obra del siglo XVIII, con formas barrocas.

### Interior

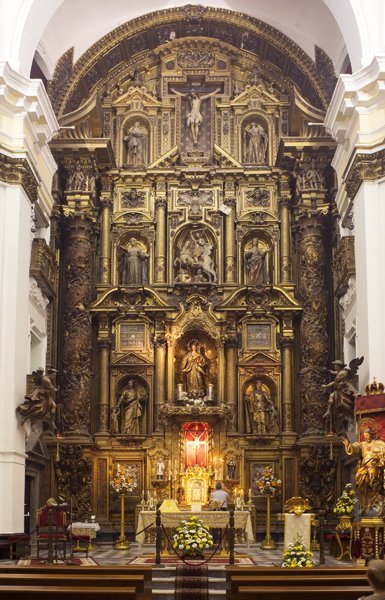
Retablo mayor del templo, realizado entre 1651 y 1653.

El templo presenta planta de cruz latina, con amplia nave y crucero con cúpula sobre pechinas, cuenta con pequeñas capillas que se comunican entre sí en lo que serían las naves laterales del templo.
Las trazas de esta iglesia, de 1635, prolongándose la ejecución de las obras durante unos doce años.
El cuerpo principal de la iglesia consta interiormente de tres naves donde se distribuyen distintos retablos de rocalla. La nave central se cubre con bóveda de cañón reforzado por arcos fajones, mientras que las dos naves laterales lo hacen mediante bóvedas de aristas. 
En su interior conserva una serie de interesantes retablos barrocos del siglo XVII, siendo el más relevante el Retablo Mayor, realizado entre 1651 y 1653, obra del maestro ensamblador Alejandro Saavedra, con dorado y policromado realizado por Juan Gómez Couto hacia 1670. Este retablo, que se presenta enmarcado entre dos enormes columnas salomónicas de orden gigante, consta de cuatro cuerpos de altura (tres y el ático), y aparece presidido por una talla de una inmaculada cercana a Pedro Duque Cornejo, por encima se encuentra una imagen del santo titular, Santiago, en el centro del piso superior, en el ático la imagen de un Crucificado.
Además, presenta otros dos grandes retablos gemelos, uno en cada cabecera del crucero, realizados por Juan González de herrera en 1674. Repartidos por la nave central se abren diversas pequeñas repisas y retablos de estilo rocalla que refuerzan la riqueza decorativa de esta iglesia, correspondiente a los gustos y tendencias del arte rococó.
Entre la imaginería que conserva cabe destacar al Cristo de la Piedad, crucificado que es la única obra documentada en España de Francesco Maria Maggio.
Cuenta además esta iglesia con un sótano, primitivo cementerio de la Compañía cuya cubierta es de bóveda de cañón. El material es la piedra vista.

## Hermandades
Esta iglesia es sede canónica de varias de las Hermandades y Cofradías más populares de la ciudad. las Hermandades de penitencia: 
- Hermandad de La Piedad, que realiza su estación de penitencia durante la tarde-noche del Martes Santo de la Semana Santa gaditana,
- Ecce Mater Tua, que lo hace en la Madrugada del Sábado Santo.